# 希帕索斯

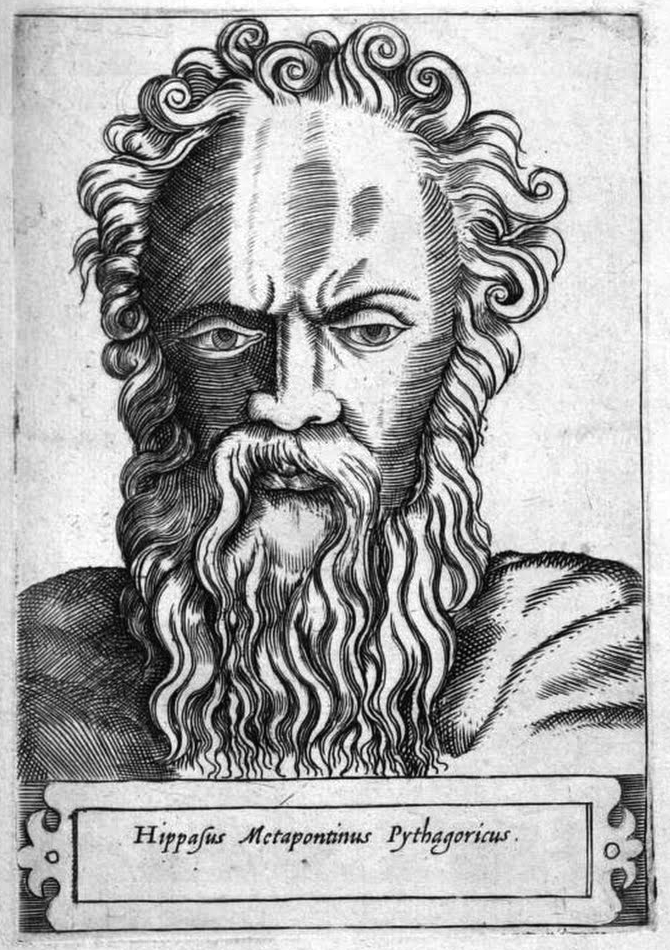
希帕索斯的雕版画，吉罗拉莫·奥尔贾蒂于1580年创作

梅塔彭图姆的希帕索斯（约530年—约450年），古希腊哲学家、数学家，毕达哥拉斯的早期追随者之一。关于他的生平和思想，历史记载甚少，但他有时被认为是无理数的发现者。据说无理数的发现是对毕达哥拉斯学派的一次重大冲击，而传说希帕索斯因泄露这一发现并将其归功于自己而非毕达哥拉斯而遭到神明惩罚，最终溺死于大海。然而，少数记载了这一故事的古代文献要么没有提及希帕索斯的名字（如帕普斯），要么声称他是因为揭示了如何在球体内构建十二面体而被溺死。需要注意的是，没有任何古代学者明确将无理数的发现归功于希帕索斯。

## 生平
关于希帕索斯的生平所知甚少。他可能生活于公元前5世纪晚期，比毕达哥拉斯晚约一个世纪。大希腊的梅塔彭图姆通常被认为是他的出生地，尽管根据公元3世纪的杨布里科斯的说法，有些人认为他出生于梅塔彭图姆，而另一些人认为他出生于附近的克罗顿。在杨布里科斯列举的各城毕达哥拉斯学派成员名单中，希帕索斯被归于锡巴里斯。此外，他还指出，希帕索斯是毕达哥拉斯学派中“数学派”（μαθηματικοί）的创始人，与“声闻派”（ἀκουσματικοί）对立；但在其他地方，他又将希帕索斯表述为“声闻派”的创始人，与“数学派”对立。
杨布里科斯提及了希帕索斯之死：
据说希帕索斯是一位毕达哥拉斯学派成员，并且由于他是第一个公开描述球内接正十二面体的人，他因不敬而溺死于大海。然而，这一发现的荣誉归于他，尽管实际上这一切都属于“他”。（在这种情况下，“他”指的是毕达哥拉斯，但并不直接称呼他的名字。）
杨布里科斯的《毕达哥拉斯生平》则记载：
哲学也有两种形式，分别属于追求它的两类人：声闻派和数学派。后者被其他人公认为毕达哥拉斯学派的成员，但数学派并不承认声闻派的教义源自毕达哥拉斯，而是源自希帕索斯。声闻派的哲学由未经证明和推理过程的“声闻”组成，因为它只是命令某事以特定方式完成，并要求他们将其他他说过的事物视为神圣教义而努力保存下来。在这种哲学中，记忆被视为最有价值的能力。这些“声闻”大致分为三种：一种表明事物是什么；另一种表明事物的本质是什么；最后一种则表明什么应该或不应该去做。

## 信条
亚里士多德提到希帕索斯认为火是万物之源；而塞克斯图斯·恩丕里柯则将他与毕达哥拉斯学派进行对比，指出希帕索斯认为“第一原理”是物质性的，而毕达哥拉斯学派则认为它是非物质的（即数）。据第欧根尼·拉尔修所述，希帕索斯相信“宇宙中的变化在一定时间内完成，宇宙是有限且永远处于运动中的。”有一种说法认为希帕索斯没有留下任何著作；另一个说法则称他是《神秘言论》的作者，该书旨在诋毁毕达哥拉斯的声誉。
柏拉图的《斐多篇》的一个脚注提到希帕索斯是乐理的早期实验者，称他利用青铜圆盘发现了乐音的基本比例：4:3、3:2和2:1。

### 无理数
希帕索斯有时被认为是无理数的发现者，据称在这一发现之后，他溺死于大海。毕达哥拉斯学派宣扬“万物皆数”，即所有数都可以表示为两个整数之比，而无理数的发现据说令他们震惊。然而，将这一发现归于希帕索斯的证据并不明确。
公元4世纪的帕普斯仅表示无理数的知识起源于毕达哥拉斯学派，并且首位泄露这一秘密的成员溺死于大海。公元3世纪的杨布里科斯则给出了一系列自相矛盾的记载：在一个故事中，他解释说一位毕达哥拉斯学派成员因泄露无理数的本质而被驱逐；但随后他引用了一个传说，称一位毕达哥拉斯学派成员因公开球体内正十二面体的构造而溺死于大海。在另一个版本中，据说是希帕索斯因泄露十二面体的构造并将此发现归功于自己而溺亡；而在另一个故事中，同样的惩罚则降临到泄露无理数知识的毕达哥拉斯派成员身上。杨布里科斯明确表示，溺死于大海是神明对不敬行为的惩罚。
这些故事通常被综合起来，将无理数的发现归功于希帕索斯，但他是否真的发现了无理数仍不确定。原则上，这些故事可以结合在一起，因为在构造正十二面体时确实有可能发现无理数。通过无限的互相减除，无理性可以在正五边形的黄金比例中轻易显现出来。
20世纪早期，一些学者将{\displaystyle {\sqrt {2}}}（2的平方根）无理性的发现归功于希帕索斯。柏拉图在《泰阿泰德篇》中描述了约前400年的西奥多罗斯如何证明了{\displaystyle {\sqrt {3}}}、{\displaystyle {\sqrt {5}}}直到{\displaystyle {\sqrt {17}}}的无理性，这表明一位更早的数学家已经证明了{\displaystyle {\sqrt {2}}}的无理性。亚里士多德提到了证明{\displaystyle {\sqrt {2}}}无理性的方法，而在欧几里得《几何原本》第十卷末尾插入的命题中则给出了这一证明的完整形式，这表明这种证明方法无疑是古代的。该方法是一种反证法，它通过假设正方形对角线与边长是可通约的（即可以表示为整数之比），然后推导出一个悖论：同一个数既是奇数又是偶数。
在现代作家笔下，这种将模糊的古代记载与现代猜测结合的做法，有时演变成了一个更为生动且夸张的故事。一些作家描述希帕索斯在船上发现了无理数，结果他的毕达哥拉斯学派同伴将他扔下海。而一位作家甚至写道，毕达哥拉斯本人因希帕索斯证明{\displaystyle {\sqrt {2}}}是无理数而判处他溺死“永远蒙羞”。